# Ludwig von Oertzen
Ludwig von Oertzen (* 11. Juni 1801 auf Schloss Kittendorf; † 10. September 1878 in Ludwigslust) war ein mecklenburgischer Gutsbesitzer, Landrat und Politiker.

## Leben
Ludwig war Angehöriger des Adelsgeschlechts von Oertzen. Er war ein Sohn des Erbherrn auf Kittendorf, Federow, Marin, Jürgensdorf und Stuer, mecklenburgisch-schwerinschen Kammerjunkers, Kammerherr, Ritter des Johanniterordens und Landrats für das Herzogtum Güstrow, Gustav Dietrich von Oertzen (1772–1838) und der Freiin Henriette von Pechlin (1770–1804).
Oertzen war Domänenrat und Beamter zu Doberan sowie in der Stellung eines Drostes. Später wurde er Landrat. Aus väterlichem Erbe erhielt er nach Vergleich mit seinen Brüdern 1839 das Gut Jürgenstorf.
Zwei Mal in 1848 wurde Oertzen als Abgeordneter der Mecklenburgischen Abgeordnetenversammlung für den Wahlkreis Mecklenburg-Schwerin 81 / Basedow gewählt. Beide Male hatte er jedoch resigniert, stattdessen traten zuerst Otto von Dewitz, dann der Senator Johann Paschen aus Waren das Mandat an.
Oertzen vermählte sich 1831 in Ludwigslust mit Helene von Boddien (1812–1869), Tochter des Mecklenburg-Strelitzschen Generalmajors Johann Caspar von Boddien. Aus der Ehe ging eine Tochter, Sophie von Oertzen (1838–1930), ⚭ Barthold von Bassewitz (1823–1909), sowie drei Söhne hervor, von denen einer jung, die anderen beiden unbeerbt bei der Preußischen Armee verstarben.